# ریوسیگوئات
ریوسیگوئات (انگلیسی: Riociguat) با نام تجاری «آدمپاس» دارویی است که توسط شرکت بایر ساخته شده و محرک «گوانیلیل سیکلاز محلول» است.
این دارو در درمان دو نوع از پرفشاری ریوی کاربرد دارد: (۱) پرفشاری ریوی ترومبوآمبولیک مزمن (۲) پرفشاری اولیهٔ ریوی
ریوسیگوئات نخستین محرک «گوانیلیل سیکلاز محلول» است.
مصرف این دارو در دوران بارداری ممنوع است. از عوارض این دارو، خونریزی، افت فشار خون، سردرد و اختلالات گوارشی است.